# Campbeltown (Whiskybrennerei)
Campbeltown war eine Whiskybrennerei in Campbeltown, Argyll and Bute, Schottland.
Die Brennerei wurde 1815 von John Mactaggart gegründet. Sie war nach Hazelburn die zweite registrierte Brennerei in Campbeltown sowie die erste im 19. Jahrhundert gegründete und wurde als die erste moderne Destillerie der Stadt bezeichnet. Im Jahre 1821 übernahm der Bankier John Beith den Betrieb. Im Laufe der Jahre wechselte die Brennerei fünf weitere Male den Inhaber, bis sie 1924 endgültig geschlossen wurde. Die Gebäude wurden zwischenzeitlich abgerissen. Heute befindet sich ein Autohaus auf dem ehemaligen Brennereigelände.
Als Alfred Barnard im Rahmen seiner Whiskyreise im Jahre 1885 die Brennerei besuchte, verfügte sie über eine jährliche Produktionskapazität von 60.000 Gallonen. Es standen eine 1400 Gallonen fassende Grobbrandblase (Wash Still) und eine 960 Gallonen fassende Feinbrandblase (Spirit Still) zur Verfügung. Es wurde ein Malt Whisky produziert, der großteils in Glasgow und Ayrshire Abnehmer fand.